# Franzisca Hauke
Franzisca „Sissy“ Hauke (* 10. September 1989 in Hamburg) ist eine deutsche Hockey-Nationalspielerin.
Franzisca Hauke begann beim Harvestehuder THC mit dem Hockeyspiel. Nach einem Abstecher in Australien wechselte sie 2009 zum KTHC Stadion Rot-Weiss nach Köln. Mit den Kölnern gewann sie 2012 die deutsche Hallenmeisterschaft und war mehrfach deutsche Freiluftmeisterin, zuletzt 2014.
Seit 2005 spielte sie auch in den deutschen Nationalmannschaften der verschiedenen Altersklassen, 2007 war sie Dritte der U18-Europameisterschaft. 2008 gewann Franzisca Hauke mit der deutschen Mannschaft die U21-Europameisterschaft. Nachdem sie am 5. Februar 2011 in der A-Nationalmannschaft debütierte, gewann sie 2012 den Titel bei der Europameisterschaft im Hallenhockey. Bei der Europameisterschaft 2013 gewann sie mit der deutschen Mannschaft durch Penaltyschießen über England auch den Titel im Freien. Nach einem zweiten Platz bei der Hallenweltmeisterschaft 2015 erreichte Franzisca Hauke mit der deutschen Nationalmannschaft durch einen Sieg über Spanien den dritten Platz bei der Europameisterschaft 2015. Bei den Olympischen Spielen 2016 in Rio de Janeiro gewann sie mit der deutschen Mannschaft das Spiel um die Bronzemedaille gegen Neuseeland. Für den Gewinn der Bronzemedaille bei den Olympischen Sommerspielen 2016 in Rio de Janeiro erhielt sie am 1. November 2016 das Silberne Lorbeerblatt.
2018 gewann Francisca Hauke mit der deutschen Mannschaft den Titel bei der Hallenhockey-Weltmeisterschaft 2018 in Berlin. Sie erreichte sowohl bei der Europameisterschaft 2019 in Antwerpen als auch bei der Europameisterschaft 2021 in Amsterdam den zweiten Platz hinter den Niederländerinnen. Bei den Olympischen Spielen in Tokio belegte die deutsche Mannschaft den zweiten Platz in der Vorrunde. Im Viertelfinale schieden die Deutschen mit 0:3 gegen die Argentinierinnen aus. Bei der Hallenhockey-Europameisterschaft in Hamburg 2022 siegte die deutsche Mannschaft im Finale mit 5:4 gegen die Niederländerinnen, dies war Haukes letztes Länderspiel.
Insgesamt absolvierte Franzisca Hauke 234 Länderspiele, davon 27 in der Halle.
Franzisca Hauke ist die Schwester des Hockey-Olympiasiegers Tobias Hauke.